# 青島航空
青島航空（チンタオ こうくう）は、中華人民共和国山東省青島市に本社（本拠地）を置く航空会社である。正式名称は青島航空股份有限公司。略称は青島航。2013年創立。2014年4月に運航開始した。青島膠東国際空港を主なハブとしている。

## 概要
最初は南山グループや青島城市建設投資（グループ）有限責任会社などが出資して設立された。2020年9月に完全国営化。青島と成都間の就航開始を皮切りとし、中国国内はもちろん、韓国に定期便が就航しており、チャーター便として成田空港や茨城空港、福岡空港にも飛来実績がある。

## 就航路線
- 中国

青島(ハブ空港)、寧波、威海、石家荘、麗江、海口、南京、鄭州、掲陽、重慶、洛陽、貴陽、揚州、天津、景洪、福州、煙台、ハイラル、フフホト、宜昌、西寧、合肥、長沙、珠海、黄岩、温州、泉州、舟山、瀋陽、ハルビン、長春、グルジャ、蘭州、北京/大興、西昌、カシュガル、武漢、済南、成都/天府、ホータン、大連、クチャ、南寧
- 香港

香港
- 日本

大阪/関西、名古屋/中部、静岡(2025年7月17日より運航開始予定)
- 韓国

ソウル/仁川
- マレーシア

クアラルンプール
- ベトナム

ホーチミン

## 日本との関係

### 日本への運航路線
| 便名        | 路線 | 路線                                | 機材                             |
| ----------- | ---- | ----------------------------------- | -------------------------------- |
| QW9903/9904 | 青島 | 大阪/関西                           | - エアバスA320 - エアバスA320neo |
| QW9909/9910 | 青島 | 中部                                | エアバスA320                     |
| QW9905/9906 | 青島 | 静岡(2025年7月17日より運航開始予定) | エアバスA320neo                  |

### 日本との歴史
- 2019年11月以降、茨城-長春、茨城-福州間で連続チャーター便を運航[4]。
- 2020年1月2日から、茨城-南京線で連続チャーター便を運航[5]。
- 2020年8月29日から約1ヶ月間、中国人向け緊急避難チャーター便として、東京/成田-福州線に就航[6]。
- 2024年5月16日より、大阪/関西-青島線に就航[7]。
- 2025年4月30日から、中部/青島線に新規就航[8]。

## 保有機材
| 機種            | 保有数 | 座席数 | 座席数 | 座席数 | 座席数 |
| 機種            | 保有数 | C      | PY     | Y      | 計     |
| --------------- | ------ | ------ | ------ | ------ | ------ |
| エアバスA320    | 12     | 0      | 11     | 110    | 121    |
| エアバスA320neo | 22     | 0      | 0      | 150    | 150    |
| エアバスA321neo | 3      | 8      | 0      | 198    | 206    |